# Lluquet
Un lluquet (de l'àrab al-wuqáid, 'misto') és un tros de cànem, palla, caramuixa, etc. revestit de sofre que s'empra principalment per a adequar les bótes de vi traient-los les males emanacions, puix que en cremar es desprèn diòxid de sofre, el qual té propietats conservants i antioxidants. També s'utilitza simplement per fer llum.
Si un lluquet, un cop introduït dintre una bóta, no crema, significa que el vi s'està tornant agre.